# Georges-Olivier Châteaureynaud
 (juillet 2024).
Si vous disposez d'ouvrages ou d'articles de référence ou si vous connaissez des sites web de qualité traitant du thème abordé ici, merci de compléter l'article en donnant les références utiles à sa vérifiabilité et en les liant à la section « Notes et références ».
Georges-Olivier Châteaureynaud, né le 25 septembre 1947 à Paris, est un romancier et nouvelliste français. Il obtient le prix Renaudot en 1982 pour le roman La Faculté des songes et le prix Goncourt de la nouvelle en 2005 pour Singe savant tabassé par deux clowns. Il est secrétaire général du prix Renaudot depuis 2010.

## Biographie
Georges-Olivier Châteaureynaud naît à Paris en 1947. Après le divorce de ses parents, il vit seul avec sa mère, tout d'abord dans une chambre de bonne à Paris, puis dans des cités de banlieue. Son enfance est marquée par la précarité — les difficultés de logement dans les années d'après-guerre — et les crises de dépression de sa mère. Le grand-père paternel, fonctionnaire au Ministère des Finances, lui tient lieu de figure paternelle. Avec ses grands-parents, ses oncles, tantes et cousins, il passe toutes ses vacances en Bretagne. On retrouve ces éléments biographiques dans beaucoup de textes de Châteaureynaud, toujours sous l'angle de la fiction. Son œuvre ne doit pas être considérée comme autobiographique, à l'exception de La Vie nous regarde passer, où Châteaureynaud évoque son enfance et sa jeunesse, ses années de formation, la découverte de la littérature (notamment fantastique) et sa rencontre avec ses futurs compagnons de route.
Dans les années 1970, il fonde avec son ami Hubert Haddad plusieurs revues littéraires, qui ne compteront que quelques livraisons, mais orientent définitivement son engagement littéraire.
En 1973, il publie chez Grasset Le Fou dans la chaloupe, un recueil de trois longues nouvelles, puis en 1974 le roman Les Messagers, qui obtient le prix des Nouvelles Littéraires. Jusqu'à l'obtention du prix Renaudot en 1982, il gagne sa vie en étant successivement caissier, monteur de roues de camion à la SAVIEM, brocanteur, bibliothécaire, tout en continuant son travail littéraire.
Georges-Olivier Châteaureynaud a obtenu le prix Renaudot pour La Faculté des songes en 1982. Depuis 1996, il fait partie du jury de ce prix. Il s’inscrit dans le courant qu’on appelle  réalisme magique. Olivier Châtaureynaud a présidé la Société des gens de lettres de 2000 à 2002, il en est aujourd'hui l'un des administrateurs. En 2005, il est récompensé du prix Goncourt pour son recueil de nouvelle Singe savant tabassé par deux clowns. Il est membre de nombreux jurys littéraires dont le prix Bretagne. Depuis 2010, il est secrétaire général du prix Renaudot.

## Œuvre
Auteur d'une œuvre importante — cent nouvelles et neuf romans publiés à ce jour —, Châteaureynaud bâtit un univers personnel et poétique. Ses textes, que l'on qualifie souvent de fantastiques, se rattachent plutôt au domaine onirique. Rien de gore ni de sanglant dans ses écrits, mais une vision particulière du monde et de la société, qui s'écarte délibérément du constat social et de l'autofiction.
Châteaureynaud a notamment développé ses idées sur le fantastique dans sa préface à Divinités du Styx, un florilège des nouvelles de Marcel Schneider, l'un de ses modèles avoués. Après avoir évoqué les façons très diverses dont Schneider et Roger Caillois ont évoqué en leur temps le fantastique, Châteaureynaud récuse la conception de Caillois selon laquelle la peur serait nécessairement un sentiment prégnant dans la littérature fantastique. En maintes occasions, Châteaureynaud a ainsi manifesté la haute opinion qu'il avait, comme Marcel Schneider, des prestiges du fantastique, littérature selon lui plus apte que les différents courants réalistes à saisir la réalité de l'être.
Il est l'un des artisans du renouveau de la nouvelle en France, dans les années 1970, avec Annie Saumont, Claude Pujade-Renaud ou Christiane Baroche, entre autres.
Il appartient au groupe littéraire de la Nouvelle fiction, groupe créé dans les années 1990 autour de l'écrivain Frédérick Tristan.

## Publications
- Le Fou dans la chaloupe, Grasset, 1973
- Les Messagers, Grasset, 1974 et Actes Sud, 1997
- La Belle charbonnière, Grasset, 1976, (Prix Henri-Dumarest de l’Académie française)
- Mathieu Chain, Grasset, 1978 et ed. Le Serpent à Plumes 2009
- La Faculté des songes, Grasset, 1982 (Prix Renaudot)
- Le Congrès de fantomologie, Grasset, 1985
- Le Jardin dans l'île, 1989
- Nouvelles, 1972-1988, Julliard, 1993
- Le Château de verre, Julliard, 1994
- La Fortune, Castor Astral, 1994
- Les Ormeaux, Ed. du Rocher, 1996
- Le Jardin dans l’île (et autre nouvelles), Librio, 1996 ; réédition Éditions Zulma, 2004, 2010
- Le Kiosque et le Tilleul, Actes Sud, 1997
- Le Goût de l'ombre, Actes Sud, 1997
- La Conquête du Pérou, Ed. du Rocher, 1999
- Le Héros blessé au bras, Actes Sud, 1999
- Civils de plomb, Ed. du Rocher, 2002
- Les Amants sous verre, Le Verger, 2002
- Le Démon à la crécelle, Grasset, 1999 ; Lgf, 2002
- Au fond du paradis, Grasset, 2004
- L’Ange et les Démons, Grasset, 2004
- Petite suite cherbourgeoise, avec Hubert Haddad et Frédérick Tristan, Le Rocher, 2004
- Singe savant tabassé par deux clowns, Grasset, 2005 (Prix Goncourt de la nouvelle), reédition Éditions Zulma, coll. Z/a, 2013
- Les Intermittences d'Icare, Éditions du Chemin de fer, 2006
- Mécomptes cruels, Rhubarbe, 2006
- L’Autre Rive, Grasset, 2007 (Grand prix de l'Imaginaire)
- Le Corps de l’autre, Grasset, 2010
- La Vie nous regarde passer, Grasset, 2011
- Résidence dernière, éditions des Busclats, 2011 (recueil de trois nouvelles)[2]

- Jeune vieillard assis sur une pierre en bois, Grasset, 2013, (Prix Louis-Barthou 2014 de l’Académie française)
- C'était écrit, Rhubarbe, 2014
- Le Goût de l’ombre, Grasset, 2016
- Aucun été n'est éternel, Grasset, 2017
- À cause de l'éternité, Grasset, 2021
- La dernière génération de mortels, Le beau jardin, 2021
- Ici-bas, Grasset, 2023

Les ouvrages de Georges-Olivier Châteaureynaud ont été traduits dans une quinzaine de langues.
Dernière traduction à ce jour :
- (en) A Life on Paper, choix de nouvelles, traduction anglaise d'Edward Gauvin, Small Beer Press, New-York, 2010